# Uncompahgre (rivière)
Pour les articles homonymes, voir Uncompahgre.
La rivière Uncompahgre est une rivière de l'ouest du Colorado aux États-Unis, affluent de la rivière Gunnison, elle contribue au bassin fluvial du fleuve Colorado et longue d'environ 121 kilomètres. Le cours d'eau doit son nom aux Amérindiens de la nation Utes qui le nommèrent "Unca-pah-gre".

## Géographie
La rivière prend sa source au lac Como situé près de la ville de Ouray. Elle passe dans des gorges situées dans le Comté d'Ouray. Un barrage hydro-électrique barre son lit formant le réservoir Ridgway. Elle continue son parcours vers le Nord jusqu'à sa confluence avec la rivière Gunnison à côté de la ville de Delta.

## Histoire
C'est à la confluence des rivières Uncompahgre et Gunnison que le trappeur Antoine Robidoux construisit un poste de traite fortifié, le fort Uncompahgre